# Lancer du disque féminin aux championnats du monde d'athlétisme 2015
Navigation
Moscou 2013 Londres 2017
L'épreuve du lancer du disque féminin des championnats du monde de 2015 s'est déroulée les 24 et 25 août 2015 dans le Stade national de Pékin. Elle est remportée par la Cubaine Denia Caballero.

## Records et performances

### Records
Les records du lancer du disque femmes (mondial, des championnats et par continent) étaient avant les championnats 2013 les suivants.  
| Record                    | Athlète            | Distance | Lieu            | Date            |
| ------------------------- | ------------------ | -------- | --------------- | --------------- |
| Record du monde           | Gabriele Reinsch   | 76,80 m  | Neubrandenbourg | 9 juillet 1988  |
| Record des championnats   | Martina Hellmann   | 71,62 m  | Rome            | 31 août 1987    |
| Record d'Afrique          | Elizna Naudé       | 64,87 m  | Stellenbosch    | 2 mars 2007     |
| Record d'Asie             | Xiao Yanling       | 71,68 m  | Pékin           | 14 mars 1992    |
| Record d'Amérique du Nord | Hilda Ramos        | 70,88 m  | La Havane       | 8 mai 1992      |
| Record d'Amérique du Sud  | Andressa de Morais | 64,21 m  | Barquisimeto    | 10 juin 2012    |
| Record d'Europe           | Gabriele Reinsch   | 76,80 m  | Neubrandenbourg | 9 juillet 1988  |
| Record d'Océanie          | Daniela Costian    | 68,72 m  | Auckland        | 22 janvier 1994 |

### Médaillés
| Or              | Argent          | Bronze        |
| Denia Caballero | Sandra Perković | Nadine Müller |

## Résultats

### Finale
| Rang               | Athlète              | Pays       | Essais  | Essais  | Essais  | Essais  | Essais  | Essais  | Marque  | Notes |
| Rang               | Athlète              | Pays       | 1       | 2       | 3       | 4       | 5       | 6       | Marque  | Notes |
| ------------------ | -------------------- | ---------- | ------- | ------- | ------- | ------- | ------- | ------- | ------- | ----- |
| Médaille d'or      | Denia Caballero      | Cuba       | 69,28 m | 63,83 m | X       | 65,97 m | 66,55 m | 66,58 m | 69,28 m |       |
| Médaille d'argent  | Sandra Perković      | Croatie    | X       | 65,35 m | X       | 65,37 m | X       | 67,39 m | 67,39 m |       |
| Médaille de bronze | Nadine Müller        | Allemagne  | 65,53 m | X       | 60,85 m | X       | X       | 62,67 m | 65,53 m |       |
| 4                  | Yaime Pérez          | Cuba       | X       | 62,63 m | 59,63 m | 64,60 m | 64,31 m | 65,46 m | 65,46 m |       |
| 5                  | Julia Fischer        | Allemagne  | 63,88 m | X       | X       | 59,22 m | X       | 63,19 m | 63,88 m |       |
| 6                  | Dani Samuels         | Australie  | 53,65 m | 62,90 m | 63,08 m | 63,14 m | 61,48 m | 62,31 m | 63,14 m |       |
| 7                  | Shanice Craft        | Allemagne  | 61,80 m | 61,72 m | 61,46 m | 59,23 m | 63,10 m | 62,86 m | 63,10 m |       |
| 8                  | Su Xinyue            | Chine      | 62,90 m | 62,58 m | 58,47 m | 61,56 m | 62,33 m | 62,61 m | 62,90 m |       |
| 9                  | Whitney Ashley       | États-Unis | X       | 56,91 m | 61,05 m |         |         |         | 61,05 m |       |
| 10                 | Mélina Robert-Michon | France     | 59,25 m | 60,92 m | 59,89 m |         |         |         | 60,92 m |       |
| 11                 | Gia Lewis-Smallwood  | États-Unis | X       | 60,55 m | 59,02 m |         |         |         | 60,55 m |       |
| 12                 | Natalya Semenova     | Ukraine    | 57,94 m | 59,54 m | 54,97 m |         |         |         | 59,54 m |       |

### Qualification
Qualification : 63,00 m (Q) ou les 12 meilleurs lancers (q).
| Rang | Groupe | Nom                      | Nationalité      | Essai 1 | Essai 2 | Essai 3 | Marque  | Notes |
| ---- | ------ | ------------------------ | ---------------- | ------- | ------- | ------- | ------- | ----- |
| 1    | A      | Denia Caballero          | Cuba             | 65,15 m |         |         | 65,15 m | Q     |
| 2    | B      | Sandra Perković          | Croatie          | 58,95 m | 64,51 m |         | 64,51 m | Q     |
| 3    | B      | Nadine Müller            | Allemagne        | 64,39 m |         |         | 64,39 m | Q     |
| 4    | A      | Julia Fischer            | Allemagne        | 63,38 m |         |         | 63,38 m | Q     |
| 5    | B      | Yaime Pérez              | Cuba             | x       | 61,79 m | 62,93 m | 62,93 m | q     |
| 6    | A      | Shanice Craft            | Allemagne        | 62,73 m | x       | x       | 62,73 m | q     |
| 7    | B      | Gia Lewis-Smallwood      | États-Unis       | 62,04 m | 60,28 m | –       | 62,04 m | q     |
| 8    | A      | Dani Samuels             | Australie        | x       | 61,87 m | 62,01 m | 62,01 m | q     |
| 9    | B      | Mélina Robert-Michon     | France           | 60,23 m | 57,93 m | 61,78 m | 61,78 m | q     |
| 10   | A      | Su Xinyue                | Chine            | 61,04 m | 60,70 m | 61,68 m | 61,68 m | q     |
| 11   | A      | Whitney Ashley           | États-Unis       | 60,88 m | x       | 60,18 m | 60,88 m | q     |
| 12   | B      | Natalya Semenova         | Ukraine          | 59,96 m | 60,72 m | 57,74 m | 60,72 m | q     |
| 13   | A      | Zinaida Sendriūtė        | Lituanie         | 60,33 m | x       | 55,22 m | 60,33 m |       |
| 14   | B      | Shelbi Vaughan           | États-Unis       | 60,24 m | x       | 57,38 m | 60,24 m |       |
| 15   | A      | Yelena Panova            | Russie           | 60,21 m | 57,52 m | 55,69 m | 60,21 m |       |
| 16   | B      | Tan Jian                 | Chine            | 59,84 m | x       | x       | 59,84 m |       |
| 17   | B      | Ekaterina Strokova       | Russie           | x       | x       | 59,32 m | 59,32 m |       |
| 18   | A      | Te Rina Keenan           | Nouvelle-Zélande | 57,11 m | 59,20 m | 58,79 m | 59,20 m |       |
| 19   | A      | Andressa de Morais       | Brésil           | 55,85 m | x       | 59,08 m | 59,08 m |       |
| 20   | B      | Dragana Tomašević        | Serbie           | 56,70 m | 57,48 m | 58,98 m | 58,98 m |       |
| 21   | A      | Lu Xiaoxin               | Chine            | x       | 58,12 m | 58,55 m | 58,55 m |       |
| 22   | B      | Karen Gallardo           | Chili            | 55,96 m | 58,32 m | 55,50 m | 58,32 m |       |
| 23   | B      | Hrisoúla Anagnostopoúlou | Grèce            | 55,23 m | 58,20 m | x       | 58,20 m |       |
| 24   | A      | Sabina Asenjo            | Espagne          | 57,56 m | x       | 58,04 m | 58,04 m |       |
| 25   | A      | Yuliya Maltseva          | Russie           | 57,08 m | 57,03 m | x       | 57,08 m |       |
| 26   | B      | Fernanda Martins         | Brésil           | 56,74 m | x       | 56,26 m | 56,74 m |       |
| 27   | A      | Sanna Kämäräinen         | Finlande         | 56,68 m | 53,19 m | x       | 56,68 m |       |
| 28   | A      | Rocío Comba              | Argentine        | x       | 56,11 m | x       | 56,11 m |       |
| 29   | B      | Subenrat Insaeng         | Thaïlande        | 50,20 m | 55,14 m | x       | 55,14 m |       |
| 30   | B      | Sositina Hakeai          | Nouvelle-Zélande | 54,89 m | x       | x       | 54,89 m |       |
| 31   | B      | Irina Rodrigues          | Portugal         | x       | 48,10 m | 52,82 m | 52,82 m |       |

## Légende
Records et Performances
- AR : Record continental (area record)
- CR : Record des championnats (championship record)
- MR : Record du meeting (meet record)
- NR : Record national (national record)
- OR : Record olympique (olympic record)
- PR : Record paralympique (paralympic record)
- PB : Record personnel (personal best)
- SB : Meilleure performance personnelle de la saison (season's best)
- WL : Meilleure performance mondiale de l'année (world leader)
- WJR : Record du monde junior (world junior record)
- WR : Record du monde (world record)

Circonstances et Conditions
- DNF : N'a pas terminé (did not finish)
- DNS : N'a pas pris le départ (did not start)
- DQ : Disqualification (disqualification)
- NM : Aucun essai valable enregistré (No Mark)
- Q : Qualifié « directement » au prochain tour (ou à la prochaine compétition), lors d'une compétition majeure, grâce au classement ou à la réalisation des minima (automatic qualifier)
- q : Qualifié au prochain tour (ou à la prochaine compétition), lors d'une compétition majeure, grâce au repêchage ou à la réalisation de l'une des meilleures performances parmi celles des « non qualifiés directement » (grâce au meilleur temps ou à la meilleure distance par exemple) (secondary qualifier)